# Себастьян Беніш
Себастьян Петер Беніш (пол. Sebastian Peter Boenisch, ім'я при народженні — Себастьян Пньовскі, пол. Sebastian Pniowski; нар. 1 лютого 1987, Гливиці) — німецько-польський футболіст, лівий захисник.

## Клубна кар'єра
Народжений у Польщі Беніш у дитинстві переїхав з батьками до Німеччини, де з 5-річного віку почав займатися футболом. Займався у низці футбольних шкіл, останньою з яких була академія клубу «Шальке 04», до якої гравець потрапив 2003 року. Дорослу футбольну кар'єру розпочав 2005 року в основній команді того ж клубу, в якій провів два сезони, взявши участь лише у 9 матчах чемпіонату. 
До складу клубу «Вердер» приєднався 2007 року. Наразі встиг відіграти за бременський клуб понад 50 матчів у національному чемпіонаті.

## Виступи за збірні
2006 року дебютував у складі юнацької збірної Німеччини, взяв участь у 10 іграх на юнацькому рівні.
Протягом 2007–2010 років залучався до складу молодіжної збірної Німеччини. На молодіжному рівні зіграв у 13 офіційних матчах.
Маючи подвійне громадянство, Німеччини та Польщі, гравець, що встиг пограти за Німеччину на юнацькому та молодіжному рівнях, висловив, утім, бажання на дорослому рівні захищати кольори збірної своєї батьківщини, Польщі, і врешті-решт отримав запрошення від тренерського штабу «кадри». 2010 року дебютував в офіційних матчах у складі національної збірної Польщі. Наразі провів у формі головної команди країни 14 матчів.

## Досягнення
- Володар Кубка Німеччини: 2009
- Володар Суперкубка Німеччини: 2009
- Чемпіон Європи (U-21): 2009